# کریکلا (بابل)
کریکلا (بابل)، روستایی از توابع بخش بابل‌کنار شهرستان بابل در استان مازندران ایران است.

## جمعیت
این روستا در دهستان درازکلا قرار دارد و براساس سرشماری مرکز آمار ایران در سال ۱۳۸۵، جمعیت آن ۶۱۷ نفر (۱۶۸خانوار) بوده‌است.